# Torrent dels Reguerons
El Torrent dels Reguerons és un afluent per l'esquerra del Riu de Torrentsenta que transcorre íntegrament pel terme municipal de Gósol, al (Berguedà).

## Xarxa hidrogràfica
El torrent no té cap afluent.